# Hank Ballard
Hank Ballard, nascut sota el nom de John H. Kendricks (Detroit, Michigan, 18 de novembre de 1927 - Los Angeles, Califòrnia, 2 de març de 2003), fou un compositor i cantant estatunidenc.
Va créixer cantant en l'església de Bessemer (Alabama). Als 15 anys tornà a Detroit i decidí de formar un grup de música mentre treballava en la línia d'ensamblatge de la companyia automobilística Ford Motor Company.
El 1958, Ballard compongué The Twist i inicialment l'enregistrà com la cara B d'un disc simple. Un any després, Chubby Checker estrenà la seva pròpia versió de The Twist en el programa televisiu de Dick Clark a Filadèlfia. Immediatament assolí el número 1 en el chart americà i provocà una febre per aquest ball que va fer sorgir d'altres cançons amb ritme de twist, incloent-hi Twist & Shout dels Isley Brothers i Twistin' the Night Away de Sam Cooke.
Ballard va ser inclòs en el Saló de la Fama del Rock & Roll el 1990. En una entrevista feta el 1996, descriví la música com la seva medecina. Si estàs cercant joventut estàs cercant longevitat, només prendre una dosi de rock & roll és bo per a l'ànima, per estar bé, per a la psique, per a tot el teu ésser.
Ballard fou descobert a principis de la dècada dels 50, pel compositor i productor Johnny Otis. Va ser vocalista de The Royals, que més tard canviarien el nom esdevenint The Midnighters. Les cançons de Ballard foren prohibides durant els anys 50 en les ràdios dels Estats Units per llurs lletres sexualment suggestives. A començament dels 60, havia rankejat 22 singles en els charts R&B, incloent-hi Work with Me Annie l'èxit més gran de Rhythm & Blues de 1954. El 2003, morí de càncer a casa seva a Los Angeles, a l'edat de 76 anys.

## Hank Ballard iThe Midnighters
El 1953, Ballard es va unir al grup doo-wop the Royals, que prèviament havia estat descobert per Johnny Otis i signat a "Federal Records" (una divisió de King Records), a Cincinnati. Ballard es va unir a Henry Booth, Charles Sutton, Sonny Woods i Alonzo Tucker al grup, substituint l'anterior cantant Lawson Smith.
The Royals va llançar Get It (1953), una cançó de R&B amb lletres possiblement orientades sexualment, que algunes emissores de ràdio es van negar a reproduir, tot i que encara va arribar al número 6 de la llista "Billboard R&B".
A continuació, el grup va canviar el seu nom pel de Midnighters per evitar confusions amb els "5" Royales. El 1954, Ballard va escriure una cançó anomenada Work with Me, Annie que es va extreure de Get It. Es va convertir en el primer gran èxit de R&B dels Midnighters, passant set setmanes al número 1 de les llistes de R&B i també venent bé als mercats principals, juntament amb les cançons de resposta Annie Had a Baby i Annie's Aunt Fannie; totes van ser prohibides per la FCC de la reproducció aèria de ràdio. El seu tercer gran èxit va ser Sexy Ways, una cançó que va consolidar la reputació de la banda com un dels grups de més risc de l'època.
Van tenir altres quatre èxits de la llista de R&B el 1954-55, però cap altre fins al 1959, moment en què el grup es va facturar com a "Hank Ballard and The Midnighters" amb el seu segell canviat de Federal a King, el segell principal. Entre 1959 i 1961 en van tenir diversos més tant a les llistes de R&B com de Pop, començant per Teardrops on Your Letter, un èxit número 4 de R&B el 1959 que va tenir com a cara B la cançó escrita per Ballard The Twist. Uns mesos més tard, la versió de la cançó de Chubby Checker va passar al número 1 de les llistes pop. Tornaria a la part superior de les llistes el 1962: l'única cançó de l'era del rock and roll que va arribar al número 1 en dos anys diferents no consecutius.
"Ballard and the Midnighters" va tenir diversos altres senzills d'èxit el 1962, inclosos els nominats als Grammy Finger Poppin Time (1960) i Let's Go, Let's Go, Let's Go (1960) que van arribar al número 7 i al número 6, respectivament, a les llistes pop de Billboard. No van tornar a arribar a les llistes després de 1962 i es van dissoldre el 1965.

## Carrera posterior
Després que els Midnighters es dissolguessin, Ballard es va llançar a una carrera en solitari. El seu senzill de 1968, How You going to Get Respect (When You Haven't Cut Your Process Yet), va ser el seu major èxit post-Midnighters, arribant al número 15 de la llista de R&B. James Brown va produir l'àlbum de Ballard de 1969 You Can't Keep a Good Man Down. Un senzill de 1972, From the Love Side, acreditat a "Hank Ballard and the Midnight Lighters", va anar al número 43 de la llista de R&B. Ballard també va aparèixer a l'àlbum de Brown de 1972 "Get on the Good Foot", en dos temes, Recitation By Hank Ballard, que inclou Ballard descrivint Brown i l'àlbum, i Funky Side of Town, a duo, amb James Brown.
Els bàndols puntuals, Sunday Morning, Coming Down, i I'm a junkie for my Baby's Love, van seguir als anys 70. Va tenir alguns ballables a mitjans dels anys 70, com Hey There Sexy Lady i Let's Go Streaking (gravat per Hank al nu). També es va llançar una balada beat, Love On Love.
El 1979, va tenir un èxit moderat amb el número de discoteca, Freak Your Boom-Boom.
Durant la dècada de 1960, la cosina de Ballard, Florence Ballard, va ser membre del grup de noies de Detroit The Supremes. A mitjans de la dècada de 1980, Ballard va tornar a formar The Midnighters i el grup va actuar fins al 2002.

## Mort
El 2 de març de 2003, va morir als 75 anys de càncer de gola a la seva casa de Los Angeles. Va ser enterrat al cementiri de Greenwood a Atlanta, Geòrgia.

## Llegat
El 1990, Ballard va ser inclòs al Rock and Roll Hall of Fame (Saló de la Fama del Rock and Roll); els altres Midnighters hi van ser incorporats el 2012.
El 2010, Hank Ballard & The Midnighters van ser votats al Saló de la Fama de Michigan Rock and Roll Legends.
Ballard era e besoncle del jugador de la NFL Christian Ballard.

## Discografia
Només àlbums
- A Star in Your Eyes (King Records, 1964)
- You Can't Keep a Good Man Down (King Records, 1968)
- Hanging with Hank (Stang Records, 1976)

Singles
- Nota: acreditat com a Hank Ballard and the Midnighters tret que s'indiqui el contrari.

| 1952                                               | "Every Beat of My Heart" b/w "All Night Long" The Royals                                                                                    | –  | –  | Pistes que no pertanyen a l'àlbum |
| 1952                                               | "Starting from Tonight" b/w "I Know I Love You So" The Royals                                                                               | –  | –  | Pistes que no pertanyen a l'àlbum |
| 1952                                               | "Moonrise" b/w "Fifth Street Blues" (Non-album track) The Royals                                                                            | –  | –  | Els seus grans èxits              |
| 1952                                               | "A Love in My Heart" b/w "I'll Never Let Her Go" The Royals                                                                                 | –  | –  | Pistes que no pertanyen a l'àlbum |
| 1952                                               | "Are You Forgetting" b/w "What Did I Do" The Royals                                                                                         | –  | –  | Pistes que no pertanyen a l'àlbum |
| 1953                                               | "The Shrine of St. Cecelia" b/w "I Feel So Blue" The Royals                                                                                 | –  | –  | Pistes que no pertanyen a l'àlbum |
| 1953                                               | "Get It" b/w "No It Ain't" (Non-album track) The Royals                                                                                     | –  | 6  | Els seus grans èxits              |
| 1953                                               | "Hello Miss Fine" b/w "I Feel That-A-Way" (from The Twistin' Fools) The Royals                                                              | –  | –  | Pistes que no pertanyen a l'àlbum |
| 1953                                               | "That's It" b/w "Someone Like You" The Royals                                                                                               | –  | –  | Pistes que no pertanyen a l'àlbum |
| 1954                                               | "Work with Me, Annie" b/w "Until I Die" (from The Twistin' Fools) Original pressings as by the Royals Later pressings as by the Midnighters | 22 | 1  | Els seus grans èxits              |
| 1954                                               | "Sexy Ways" b/w "Don't Say Your Last Goodbye" (from Singin' and Swingin') The Midnighters                                                   | –  | 2  | Els seus grans èxits              |
| 1954                                               | "Annie Had a Baby" b/w "She's the One" The Midnighters                                                                                      | –  | 1  | Els seus grans èxits              |
| 1954                                               | "Annie's Aunt Fannie" b/w "Crazy Loving (Stay with Me) The Midnighters                                                                      | –  | 10 | Els seus grans èxits              |
| 1954                                               | "Stingy Little Thing" b/w "Tell Them" The Midnighters                                                                                       | –  | –  | Singin' and Swingin'              |
| 1955                                               | "Moonrise" b/w "She's the One" The Midnighters                                                                                              | –  | –  | Els seus grans èxits              |
| 1955                                               | "Ashamed of Myself" b/w "Ring-A-Ling-A-Ling" The Midnighters                                                                                | –  | –  | Singin' and Swingin'              |
| 1955                                               | "Why Are We Apart" b/w "Switchie Witchie Titchie" (from Their Greatest Hits) The Midnighters                                                | –  | –  | Mr. Rhythm and Blues              |
| 1955                                               | "Henry's Got Flat Feet (Can't Dance No More)" b/w "Whatsonever You Do" (from Singin' and Swingin') "The Midnighters                         | –  | 14 | Els seus grans èxits              |
| 1955                                               | "It's Love Baby (24 Hours A Day)" b/w "Looka Here" (from Let's Go Again) The Midnighters                                                    | –  | 10 | Els seus grans èxits              |
| 1955                                               | "That Woman" b/w "Give It Up" (from Mr. Rhythm and Blues) The Midnighters                                                                   | –  | –  | Let's Go Again                    |
| 1955                                               | "Don't Change Your Pretty Ways" b/w "We'll Never Meet Again" (from The Twistin' Fools) The Midnighters                                      | –  | –  | Let's Go Again                    |
| 1955                                               | "Rock and Roll Wedding" b/w "That House on the Hill" The Midnighters                                                                        | –  | –  | Singin' and Swingin'              |
| 1956                                               | "Partners for Life" b/w "Sweet Mama, Do Right" (from Singin' and Swingin') The Midnighters                                                  | –  | –  | Volume 2                          |
| 1956                                               | "Open Up the Back Door" b/w "Rock, Granny, Roll" (from Let's Go Again) The Midnighters                                                      | –  | –  | Volume 2                          |
| 1956                                               | "Early One Morning" b/w "Tore Up Over You" (from Their Greatest Hits) The Midnighters                                                       | –  | –  | Volume 2                          |
| 1956                                               | "I'll Be Home Someday" b/w "Come On and Get It" (from Let's Go Again) The Midnighters                                                       | –  | –  | Singin' and Swingin'              |
| 1957                                               | "Let Me Hold Your Hand" b/w "Ooh Ooh Baby" (from Singin' and Swingin') The Midnighters                                                      | –  | –  | Volume 2                          |
| 1957                                               | "E Basta Cosi" b/w "In the Doorway Crying" The Midnighters                                                                                  | –  | –  | Volume 2                          |
| 1957                                               | "Is Your Love for Real" b/w "Oh So Happy" The Midnighters                                                                                   | –  | –  | Volume 2                          |
| 1957                                               | "What Made You Change Your Mind" b/w "Let 'Em Roll" The Midnighters                                                                         | –  | –  | Volume 2                          |
| 1958                                               | "Daddy's Little Baby" b/w "Stay By My Side" The Midnighters                                                                                 | –  | –  | Volume 2                          |
| 1958                                               | "Baby Please" b/w "Ow-Wow-Oo-Wee" The Midnighters                                                                                           | –  | –  | Let's Go Again                    |
| 1959                                               | "Teardrops on Your Letter" / | 87 | 4  | Singin' and Swingin'              |
| 1959                                               | "The Twist" | 28 | 16 | Singin' and Swingin'              |
| 1959                                               | "Kansas City" b/w "I'll Keep You Happy" | 72 | 16 | The One and Only                  |
| 1959                                               | "Sugaree" b/w "Rain Down Tears" | –  | –  | The One and Only                  |
| 1959                                               | "Cute Little Ways" b/w "House With No Windows"                                                                                              | –  | –  | The One and Only                  |
| 1959                                               | "I Could Love You" b/w "Never Knew" | –  | –  | Mr. Rhythm and Blues              |
| 1959                                               | "I Said I Wouldn't Beg You" b/w "Look At Little Sister"                                                                                     | –  | –  | Mr. Rhythm and Blues              |
| 1960                                               | "The Coffee Grind" b/w "Waiting" | –  | 21 | Mr. Rhythm and Blues              |
| 1960                                               | "Finger Poppin' Time" Original B-side: "I Love You, I Love You So-o-o" Later B-side: "I'm Thinking of You" (from Spotlight on Hank Ballard) | 7  | 2  | Mr. Rhythm and Blues              |
| 1960                                               | "The Twist" b/w "Teardrops on Your Letter" Reissue                                                                                          | 28 | 6  | Singin' and Swingin'              |
| 1960                                               | "Let's Go, Let's Go, Let's Go" b/w "If You'd Forgive Me"                                                                                    | 6  | 1  | Spotlight on Hank Ballard         |
| 1961                                               | "The Hoochi Coochi Coo" b/w "I'm Thinking of You"                                                                                           | 23 | 3  | Spotlight on Hank Ballard         |
| 1961                                               | "Let's Go Again (Where We Went Last Night)" b/w "Deep Blue Sea"                                                                             | 39 | 17 | Let's Go Again                    |
| 1961                                               | "The Continental Walk" b/w "What Is This I See"                                                                                             | 33 | 12 | Dance Along                       |
| 1961                                               | "The Switch-A-Roo" / | 26 | 3  | Dance Along                       |
| 1961                                               | "The Float" | 92 | 10 | Dance Along                       |
| 1961                                               | "Nothing but Good" / | 49 | 9  | Dance Along                       |
| 1961                                               | "Keep On Dancing" | 66 | -  | Dance Along                       |
| 1961                                               | "Big Red Sunset" b/w "Can't You See I Need a Friend"                                                                                        | –  | –  | Dance Along                       |
| 1961                                               | "I'm Gonna Miss You" b/w "Do You Remember" (from The Twistin' Fools)                                                                        | –  | –  | Dance Along                       |
| 1962                                               | "Do You Know How to Twist" b/w "Broadway" Hank Ballard                                                                                      | 87 | –  | The Twistin' Fools                |
| 1962                                               | "It's Twistin' Time" b/w "Autumn Breeze" | –  | –  | Jumpin'                           |
| 1962                                               | "Good Twistin' Tonight" b/w "I'm Young" (from Dance Along)                                                                                  | –  | –  | Jumpin'                           |
| 1962                                               | "I Want to Thank You" b/w "Excuse Me" | –  | –  | Jumpin'                           |
| 1962                                               | "Shaky Mae" b/w "I Love and Care for You"                                                                                                   | –  | –  | A Star In Your Eyes               |
| 1962                                               | "Bring Me Your Love" b/w "She's the One" (from Their Greatest Hits)                                                                         | –  | –  | A Star In Your Eyes               |
| 1962                                               | "Christmas Time for Everyone but Me" b/w "Santa Claus Is Coming"                                                                            | –  | –  | Pistes que no pertanyen a l'àlbum |
| 1963                                               | "(All the Things in Life That) Pleases You" b/w "The Rising Tide"                                                                           | –  | –  | The 1963 Sound                    |
| 1963                                               | "(I'm Going Back to) The House on the Hill" b/w "That Low Down Move"                                                                        | –  | –  | The 1963 Sound                    |
| 1963                                               | "Walkin' and Talkin'" b/w "How Could You Leave Your Man Alone"                                                                              | –  | –  | The 1963 Sound                    |
| 1963                                               | "It's Love Baby (24 Hours a Day)" b/w "Those Lonely Lonely Feelings"                                                                        | –  | –  | A Star in Your Eyes               |
| 1963                                               | "I'm Learning" b/w "Buttin' In" (from A Star in Your Eyes)                                                                                  | –  | –  | Jumpin'                           |
| 1964                                               | "These Young Girls" b/w "I Don't Know How to Do but One Thing" (from A Star in Your Eyes)                                                   | –  | –  | Spotlight on Hank Ballard         |
| 1964                                               | "She's Got a Whole Lot of Soul" b/w "Stay Away from My Baby" (from A Star In Your Eyes)                                                     | –  | –  | The One and Only                  |
| 1964                                               | "Daddy Rolling Stone" b/w "What's Your Name" (from Jumpin')                                                                                 | –  | –  | Dance Along                       |
| 1964                                               | "Let's Get the Show on the Road" b/w "A Winner Never Quits"                                                                                 | –  | –  | Those Lazy, Lazy Days             |
| 1964                                               | "One Monkey Don't Stop No Show" b/w "Watch What I Tell You"                                                                                 | –  | –  | Those Lazy, Lazy Days             |
| 1965                                               | "Poppin' the Whip" b/w "You, Just You" | –  | –  | Pistes que no pertanyen a l'àlbum |
| 1966                                               | "Sloop and Slide" b/w "My Sun Is Going Down"                                                                                                | –  | –  | Pistes que no pertanyen a l'àlbum |
| 1966                                               | "Togetherness" b/w "I'm Ready" | –  | –  | Pistes que no pertanyen a l'àlbum |
| 1966                                               | "(Dance with Me) Annie" b/w "He Came Along"                                                                                                 | –  | –  | Pistes que no pertanyen a l'àlbum |
| 1967                                               | "Dance Till It Hurtcha" b/w "Here Comes the Hurt"                                                                                           | –  | –  | Pistes que no pertanyen a l'àlbum |
| 1967                                               | "You're in Real Good Hands" b/w "Unwind Yourself" (from You Can't Keep a Good Man Down)                                                     | –  | –  | Pistes que no pertanyen a l'àlbum |
| 1967                                               | "Which Way Should I Turn" b/w "Funky Soul Train"                                                                                            | –  | –  | You Can't Keep a Good Man Down    |
| 1968                                               | "Come on Wit' It" b/w "I'm Back to Stay" (Non-album track)                                                                                  | –  | –  | You Can't Keep a Good Man Down    |
| 1968                                               | "How You Gonna Get Respect" b/w "Teardrops on Your Letter" Hank Ballard along with "The Dapps"                                              | –  | 15 | You Can't Keep a Good Man Down    |
| 1969                                               | "You're So Sexy" b/w "Thrill on the Hill" Hank Ballard along with "The Dapps"                                                               | –  | –  | You Can't Keep a Good Man Down    |
| 1969                                               | "Are You Lonely for Me Baby" b/w "With You Sweet Lovin' Self"                                                                               | –  | –  | You Can't Keep a Good Man Down    |
| 1969                                               | "Butter Your Popcorn" b/w "Funky Soul Train" (from You Can't Keep a Good Man Down)                                                          | –  | –  | Pistes que no pertanyen a l'àlbum |
| 1969                                               | "Blackenized" b/w "Come on Wit' It" (from You Can't Keep a Good Man Down)                                                                   | –  | –  | Pistes que no pertanyen a l'àlbum |
| 1970                                               | "Love Made a Fool of Me" b/w "Sunday Morning Coming Down"                                                                                   | –  | –  | Pistes que no pertanyen a l'àlbum |
| 1972                                               | "From the Love Side" b/w "Finger Poppin' Time" Hank Ballard and the Midnight Lighters                                                       | –  | 43 | Pistes que no pertanyen a l'àlbum |
| 1972                                               | "Annie Had a Baby" b/w "Teardrops on Your Letter" Hank Ballard                                                                              | –  | –  | Pistes que no pertanyen a l'àlbum |
| 1972                                               | "Finger Poppin' Time" b/w "With Your Sweet Lovin' Self" Hank Ballard                                                                        | –  | –  | Pistes que no pertanyen a l'àlbum |
| 1974                                               | "Let's Go Streaking"—Part 1 b/w Part 2 Hank Ballard                                                                                         | –  | –  | Hanging with Hank                 |
| 1975                                               | "Hey There Sexy Lady" b/w Instrumental version of A-side                                                                                    | –  | –  | Hanging with Hank                 |
| 1979                                               | "Freak Your Boom Boom"—Part 1 b/w Part 2 | –  | –  | Pistes que no pertanyen a l'àlbum |
| "–" denota llançaments que no es van classificar.. | |    |    |                                   |